# Gaspar Severim de Faria
Gaspar Severim de Faria foi um político português. Ocupou o cargo de primeiro-ministro de Portugal de 1656 a 1662.
Fez parte do Conselho dos reis D. João IV de Portugal e D. Afonso VI de Portugal, seu secretário das Mercês e Despacho, e mais tarde então Secretário de Estado.
Era descendente distante do Rei Afonso Henriques de Portugal, por meio de sua filha ilegítima chamada, Teresa Afonso de Portugal.
Sua filha, D. Ana de Noronha, casou com o 1.º conde de Vila Flor.